# Derek Johnson
Derek Johnson   (Chigwell, 5 de gener de 1933 - 30 d'agost de 2004) fou un atleta anglès, especialista en els 400 i 800 metres, que va competir durant les dècades de 1950 i 1960.
El 1956 va prendre part en els Jocs Olímpics de Melbourne, on disputà dues proves del programa d'atletisme. Guanyà la medalla de plata en els 800 metres, rere Tom Courtney; i, formant equip amb Francis Higgins, John Salisbury i Michael Wheeler, guanyà la de bronze en els 4x400 metres.
Als Jocs de l'Imperi Britànic i de la Comunitat de 1954 va guanyar dues medalles d'or i en els de 1958 en guanyà una de plata. En el seu palmarès també destaca el campionat nacional de les 880 iardes el 1955. Va millorar en tres ocasions el rècord nacional dels 800 metres i una el dels 4x400 metres.

## Millors marques
- 400 metres. 47.4" (1958)
- 800 metres. 1'46.6" (1957)[1]